# الغارة الجوية على رداع 2013
في 12 ديسمبر 2013، أدى هجوم بطائرة أمريكية بدون طيار على موكب زفاف في رداع، اليمن، إلى مقتل ما بين 12 و17 شخصًا.     
كما أفاد السكان المحليون، كان موكب الزفاف يضم مرافقين للعريس في طريقه إلى بيت العروس.  من بين إحدى عشرة مركبة، استُهدفت أربع مركبات. وكان جميع القتلى من الذكور. وزعم المسؤولون اليمنيون أنهم أخطأوا في تقدير هوية المستهدفين، ظنًا منهم أنهم أعضاء في تنظيم القاعدة في شبه الجزيرة العربية . وكشفت التحقيقات اللاحقة عن إطلاق أربعة صواريخ إجمالًا.
بتاريخ 7 يناير 2014، أعلنت رئاسة باراك أوباما عن إجراء تحقيق في الحادث، إلا أنه لم يتم تقديم أي تحديثات أو استنتاجات حول التحقيق منذ ذلك الحين.  
أعلنت الحكومة اليمنية في 18 أغسطس/آب 2014 أنها ستقدم تعويضًا قدره مليون ريال يمني لأسر الضحايا. 